# Лашманов, Пётр Ильич
Пётр Ильи́ч Лашма́нов (псевдоним Пöтыр Ла́нов, 31 декабря 1905, д. Алёнкино, Вараксинская волость, Царевококшайский уезд, Казанская губерния — Ленинградский фронт, октябрь 1942) — марийский советский поэт, прозаик, переводчик, этнограф, краевед, педагог. Директор Марийского областного музея (ныне — Национального музея Республики Марий Эл им. Т. Евсеева) (1933—1934). Получил известность как автор текста песни «Ой, луй модеш», исполненной марийским киноактёром и поэтом Йываном Кырла в первом советском звуковом фильме «Путёвка в жизнь» (1931).

## Биография
Родился в бедной крестьянской семье. В 1927 году окончил Краснококшайский педагогический техникум, в 1931 году — Московский государственный университет им. М. В. Ломоносова.
В 1931—1941 годах с перерывом работал заведующим секцией истории и этнографии МарНИИ. Сотрудник редакции газеты «Марий ял» («Марийская деревня»). С 15 апреля 1933 года начал руководить Марийским областным музеем (ныне — Национальный музей Республики Марий Эл им. Т. Евсеева). За короткий срок ему удалось вдохнуть новую жизнь в деятельность музея. Здание музея было капитально отремонтировано, на первом этаже размещены экспозиции, посвящённые истории, культуре, природе и экономике Марийской автономной области, а на втором этаже в зале площадью 100 квадратных метров была устроена картинная галерея. Затем П. И. Лашманов работал учителем истории школы № 6 (ныне — лицей № 11 им. Т. И. Александровой).
В 1931 году был руководителем экспедиции по изучению религиозности марийцев в Оршанском кантоне Марийской автономной области.
В мае 1942 года П. Лашманов был призван в Красную Армию, окончил курсы младших командиров, получил звание младшего лейтенанта. В октябре 1942 года в ходе выполнения спецзадания в тылу врага на Ленинградском фронте пропал без вести.

## Литературная деятельность
В 1920—1930-х годах под псевдонимом Пётр Ланов был известен как автор этнографических статей, стихов, рассказов в марийских газетах.
В поэтическом творчестве был приверженцем традиционной фольклорной поэтики, песенного стиха. В 1929 году составил и опубликовал сборник песен различных марийских авторов «У мурызо» («Новый певец»), куда вошло и несколько его собственных песен.

Известный марийский писатель Я. Ялкайн писал впоследствии:
«…Наиболее близко подошёл к задаче создания подлинной массовой песни на основе усвоения фольклорного наследства поэт Пётр Ланов, комсомолец, творческий выросший под влиянием издававшегося в Москве журнала „У илыш“. П. Ланов создал несколько прекрасных пионерских песен, положенных на музыку, которые популярны среди марийских детей всей области. Он использовал фольклорную форму для создания комсомольских частушек…».
Вошёл в историю как автор слов песни «Ой, луй модеш» («Ой, куница играет»), исполненной марийском поэтом и киноактёром Йываном Кырла в первом советском звуковом кинофильме «Путёвка в жизнь» (1931).
Под псевдонимом Пöтыр Ланов изданы его стихи в журнале «У илыш» и в газете «Йошкар кече», сборник «У мурызо» (Москва, Центриздат, 1929). Также пользовался псевдонимами Л-В, Илян Пöтр, Лопшаҥге Пöтыр.
В начале 1930-х годов отошёл от поэзии, стал заниматься переводческой деятельностью: в частности, переводил на марийский язык современные общественно-политические публикации, в том числе речи В. И. Ленина на III съезде РКСМ.